# Енді Таранік
Енді Таранік (справжнє ім'я Андрій Сергійович Таранiк; нар. 22 листопада 1999, Мінськ, Білорусь) — білоруський продюсер, PR менеджер, співак.

## Биографiя
Енді Таранік народився 22 листопада 1999 року у місті Мінськ.
У 2014 році керував офіційним фан клубом ТЕО на Євробаченні 2014.
У 2015 році керував офіційним фан клубом Юзарі та Маймуни на Євробаченні 2015. Також виконавці присвятили Енді свою пісню для Євробачення.
У 2018 році Енді взяв участь у національному відборі Сан-Марино на Євробачення 2018, де пройшов у другий тур онлайн голосування і посів 29 місце з більш ніж 600 учасників, набравши 1330 голосів.
2018 року працював у команді співачки Гюнешь на національному відборі Білорусі на Євробачення 2018.
У 2020 відкрив YouTube канал, де викладає кавери на різні пісні.
З 2021 по 2023 рік працював у Egor Luts music label.
У 2020 та 2022 роках брав участь у передкастингах першого та другого сезону проектів X Factor Belarus та Factor BY, але не зміг пройти у наступний етап.
З 2022 року є менеджером співачки Гюнешь. 
З 2022 року є менеджером Артема Чиркова – фіналіста першого сезону проекту X Factor Belarus.
Неодноразово ставав акредитованим журналістом Євробачення.
Нині веде активність у соціальних мережах, де має сумарну аудиторію більше мільйона підписників. Інстаграм Енді входить у топ 10 найпопулярніших акаунтів у Білорусі.